# Клод Кітте
Клод Кітте (фр. Claude Quittet, нар. 12 березня 1941, Мате) — французький футболіст, що грав на позиції захисника.
Виступав, зокрема, за клуб «Сошо», а також національну збірну Франції.
Володар Суперкубка Франції.

## Клубна кар'єра
У дорослому футболі дебютував 1958 року виступами за команду «Сошо», в якій провів одинадцять сезонів, взявши участь у 277 матчах чемпіонату. Більшість часу, проведеного у складі «Сошо», був основним гравцем захисту команди.
Згодом з 1969 по 1974 рік грав у складі команд «Ніцца» та «Монако». Протягом цих років виборов титул володаря Суперкубка Франції.
Завершив ігрову кар'єру у команді «Безансон», за яку виступав протягом 1974—1976 років.

## Виступи за збірну
У 1967 році дебютував в офіційних матчах у складі національної збірної Франції.
Загалом протягом кар'єри в національній команді, яка тривала 7 років, провів у її формі 16 матчів.

## Титули і досягнення
- Володар Суперкубка Франції (1):

«Ніцца»: 1970